# アイドルマスター シャイニーカラーズ
『アイドルマスター シャイニーカラーズ』（THE IDOLM@STER SHINY COLORS）は、バンダイナムコネクサスが2018年4月24日にサービスを開始した育成シミュレーションブラウザゲーム。略称は「シャニマス」。
本作を題材にしたスマートフォン向けの音楽ゲーム『アイドルマスター シャイニーカラーズ Song for Prism』がiOS・Android向けアプリとして配信された。

## 概要
プラットフォームにはバンダイナムコエンターテインメントが株式会社ドリコムと合弁で設立した、BXD（現：バンダイナムコネクサス）のHTML5ブラウザゲームプラットフォーム『enza』が用いられており、本作は同プラットフォームのローンチタイトルである。2018年2月7日にニコニコ生放送・YouTube・LINE LIVEで、キャラクターの一部やゲームシステムに関する情報が発表された。初めはスマートフォンブラウザ向けとしてリリースされ、2019年初頭でセーブデータを共有したPCブラウザ向け、およびアプリ版（iOS/Android）のリリースが予告、後に配信を開始（下記）した。
enzaの仕様上、リリース時点では日本国外のIPでの通信（プレイ）には対応していないが、早い段階でグローバル展開を行う予定。
2019年3月13日にApp Store（iOS）Google Play（Android）向けのアプリ版が配信開始されるとともに、PCブラウザでの動作を公式に認めるようになった。これらはenzaアカウントを使用すれば、ブラウザ・アプリともに共有して遊ぶことが可能。
アイドル育成と全国のプロデューサー（プレイヤー）間のライブ対戦を基本的なゲームシステムとしており、フィーチャーフォンおよびスマートフォンといった携帯端末でリリースされていたタイトルとしては初の、初代『THE IDOLM@STER』から続く1stシリーズをモチーフとしたゲーム体系となっている。3Dモデルを用いた動きの伴う立ち絵に倣う形で、本作では、2Dのモーフィングアニメーションを取り入れている。
舞台設定としては横繋がりがある他のアイドルマスターシリーズから独立した形態を取り、283（ツバサ）プロダクション所属のプロデューサーとして、個別にユニットが編成されたアイドル達をプロデュースしていく。
また、舞台となる事務所や公園等は東京都多摩市の聖蹟桜ヶ丘駅周辺をモデルとしている。

## ゲームシステム
ゲームの大まかな流れとしては、
- 育成対象となるプロデュースアイドルと、それを支援するサポートアイドルのユニットを編成。
  - 特訓やトレーニングで基礎能力やスキルを強化。
- プロデュースでアイドルを育成。プロデュースが終了すると、育成したフェスアイドルが誕生する。また、育成中のストーリーを楽しむ。
  - 主目的である「W.I.N.G.」で優勝、かつプロデュースの最高評価であるTRUE ENDを各アイドルで目指す。
  - 「ファン感謝祭」でアイデアノートを集め、各賞やMVPを狙い、強力なフェスアイドルを誕生させる。
  - 番組企画「G.R.A.D.」でひらめきを収集しながら、アイドルにアビリティを付け加えていく。
  - ワンマンライブ「Landing Point」で、楽曲の熟練度を上げ、育成ボーナスを狙う。
  - 育成特化プロデュースエリア「S.T.E.P」で高ステータスのアイドルを作成する。
- フェスアイドルでユニットを編成し、他のプロデューサーとフェスを競う。
  - グレードフェスのレベルが同帯のプロデューサーのアイドルに勝利し、昇格する。

上記のとおり、この3つを主軸とする。
これらのため、ガシャ、ミッション、マニーショップでアイドルやアイテムを獲得し、さらに強化していく。本作でのカードのレアはN、R、SR、SSRの4段階となっている。カード表記としては小文字のp(プロデュースアイドル)もしくはs(サポートアイドル)がカードレアの頭文字に入る（pSSRなど）。

### ガシャ
ガシャを利用することでプロデュースアイドルおよびサポートアイドルを獲得する。フェザージュエル300個で1回、10連（3000個）ではSRが1つ確定となる。また、1日1回限定で有償フェザージュエル90個で回すことも可能。
ガシャの種類としては主に、初回限定の引き直すことができる「運命の出会いガシャ」、新しく追加されたアイドルがピックアップされている期間限定のガシャ、ユニット別や誕生日のアイドルなどがピックアップがされているガシャ、いわゆる常設ガシャの「プラチナガシャ」、SRチケット、SSRチケットを使う「チケットガシャ」、フォイルガシャメダルを用いて引き、SSRアイドルのイラストにエフェクトを付与し、基礎能力を上昇させられる「フォイルガシャ」となっている。

### アイドル
プロデュースアイドルのユニット編成と、サポートアイドルのトレーニングを行うことができる。プロデュース、サポート問わずユニット内に同じアイドルを組むことは不可。サポートアイドルは最大5人までだが、そのうち1つはゲスト扱いとなりオーディションには参加しない。
同じアイドルでも、カード内容の違いによってアイドルイベントや思い出アピールの内容、スキル等が異なる。また、サポートアイドルのみ強化レベルが設定されている。
同じカードイラストのアイドルや特訓はづきさんを使用することで「特訓」により強化することもでき、プロデュースの際有利になる。特訓を行うことによりプロデュースアイドルのスキルが開放され、サポートアイドルではレベル上限が強化される。「トレーニング」を行うことでサポートアイドルのレベルを向上させ、同時レッスン時に得られるパラメータ向上やスキルの獲得、強化が可能。4段階の特訓が終わったアイドルも、「メモリアルピース」と交換することができる。

### ミッション
デイリーやウィークリーのミッションがあり、設定されている目標を達成することでフェザージュエルなどの報酬が得られる。
イベント時などもミッション形式でイペントポイントが獲得でき、イベントショップで交換できる。イベントミッション、イベントポイントはイベントごとに設定されており持ち越すことはできない。

### プロデュース
アイドルマスターの初期シリーズと同様の流れでアイドルを育成するモード。プロデュース終了したアイドルはその時点でのステータスやスキルを有した「フェスアイドル」となり、「フェス」で使用可能になる。フェスアイドルの誕生に際し、育成したプロデュースアイドルそのものが消えてしまうわけではないので、繰り返しプロデュースすることができる。
2024年3月現在、5種類のモード（プロデュースエリア）が存在する
- 新人アイドルを対象とした大会「W.I.N.G.」。アイマス1stシリーズのプロデュースとほぼ同じ。
- 283プロダクションで開催する「ファン感謝祭」。W.I.N.G.編と比べレッスンなどでの能力上昇が少なく、アイデアノートを集めることでボーナスを獲得して育成するシステム。ストーリーはユニットごとのものが主体となる。
- 個人オーディション番組「G.R.A.D.」。こちらはひらめきを収集したり、ファンとの協力、ポジション適性など特殊な「アビリティ」が付与できるようになり、さらに固有のシステムとなっている。アイドルのストーリーはG.R.A.D.では新規の個別仕様で、こちらはアイドル各個人の掘り下げを主体とする。
- ユニット単独ライブ「Landing Point」。楽曲を選択し、施設で行動したり楽曲ごとの課題をクリアしたりして楽曲の熟練度を上げることで様々なボーナスを得られる。特に、イベント「Fes Tours」専用のアビリティを獲得することができる。
- W.I.N.G.出場者によるエキシビションマッチ「S.T.E.P」。過去のプロデュースで獲得した「ノウハウブック」を用いてアビリティの獲得やステータスの上昇を行う。他のプロデュースエリアと異なり、施設での行動などの際に即座にステータスは上昇せず、獲得したポイントを使用することで任意のタイミングでステータスを上昇させられる。また、プロデュース中にストーリーは再生されず、プロデュース完了後にアルバムから閲覧できる。ストーリーはアイドルの過去の話がテーマとなっている。

当節では基本となる「W.I.N.G.」でのシステムを中心に記載する。
プロデュースでは担当となるアイドルと新人アイドルの祭典「W.I.N.G.（Wonder.Idol.Nova.Grandprix.）」の優勝を目指すこととなる。プロデュースでは4つのシーズンに区切られており、それぞれファン数のノルマが課されておりそれに達しない場合その時点でプロデュース終了となってしまう。第4シーズンにてノルマをクリアしていればW.I.N.G.の予選通過となり準決勝、決勝と2度のオーディションを勝ち抜けば優勝となる。また、アイドルのレアリティによっては条件を満たすことで優勝後にTrue Endを迎えることができる。
プロデュースではアイドルに、ジャンル別の基礎能力（Vocal、Dance、Visual）とメンタル、SP（スキルポイント）、ファンの数値が設定されており、スケジュール内のレッスンやお仕事で向上させることが可能（上昇量はテンションによって変動）。レッスンでは基礎能力を中心に向上させ、お仕事ではラジオでメンタル、トークイベントでSP、雑誌の撮影でファンを向上させることができる。基礎能力はライブ中のアピール力に直結し、メンタルはオーディションやライブでの継続力、SPはスキル獲得、ファンはアイドルランクに影響が出る。レッスンやお仕事にはランダムでサポートアイドルが割り当てられており、一緒に行動した人数によって上昇量が変化する。
オーディションはスケジュールで選択可能な項目で、オーディションに合格することでファン数が大きく向上する。オーディションは必要条件と難易度、ライバルの推定値、ジャンルの流行（1から3位単位）で設定されている。ターンごとに3ジャンルの審査員を選択してアピールを行い（成否によってアイドルのアピールと審査員の評価する順番が変動）、審査員を満足させる（下部のゲージを満タンにさせる）ことで各アイドルがスターを獲得（アピールの与え方によってボーナスが付与）。毎ターンの審査員の評価に応じてメンタルが減少していき、0になると強制的に不合格。全ての審査員が満足した時点で最終的に獲得したスターに応じて順位が決定する。なお、スキルのライブスキルを獲得していた場合は、8つの中から3つがランダムに選ばれ、1ターンに1つ使用することができる。オーディションが進むにつれて、「思い出ゲージ」が上昇し、満タンになると「思い出アピール」（条件によってはサポートアイドルとの「リンクアピール」が続けて発動）の発動が可能になる。
アイドルには体力も設定されており、プロデュースの行動で減少し、その割合でトラブルの発生率が変化する。休むを選択することで、一定量回復する（完全に一定ではなく成功内容で変動）。
週別の時刻に応じてアイドルと会話することもあり、そこで選択肢がでることもある。正しい選択肢を選ぶと、テンション、親密度が上昇し、思い出アピールのレベルが向上する。また、アイドルにタッチすることも可能で、タイミングや部位によってはテンションが変動する。

#### プロデュースの流れ
プロデュースはメインとなるプロデュースアイドルと、4人のサポートアイドル及びゲストのサポートアイドルを編成した6人を編成して開始する。
主に大きく分けて能力値を大きく向上させるレッスン、それぞれファン数やメンタルを向上させるお仕事、ファン数を大きく向上させるオーディションに分かれており、これらを全8週間、合計8回を１ターンとして4回行っていく。ターンごとにノルマのファン数が設定されており、最終時までにノルマを達成すると特別オーディションが解放される。
レッスンではVocalの能力値を向上させるVocalレッスン、Danceの能力値を向上させるDanceレッスン、Visualの能力値を向上させるVisualレッスンの三つがある。
お仕事ではメンタル値を向上させるラジオ、SP（後述）を向上させるトークイベント、ファン数を向上させる雑誌の撮影の三つがある。
オーディションはランクに応じてライバル及び審査員のレベルの異なる三つのオーディションがあり、レベルが上がるにつれ一回で獲得できるファン数も増えていく。前述の特別オーディションは各周回のノルマを達成した後に新たに四つ目のオーディションとして開放され、通常のオーディションより多くのファン数を獲得できる。
レッスン及びお仕事では事前に編成したサポートアイドルが同行する場合があり、同行した場合は親愛度が上がり、上限に達するとレッスン及びお仕事評価Excellent確定が発生する。Excellentが発生した場合は通常より多くの能力値を獲得が可能。
SPはレッスン及びお仕事、オーディションそれぞれで獲得が可能で、SPを利用してパッシブスキル及び上級ライブアピールを開放が可能。
そして得たスキル及びアピール値を利用してW.I.N.G.を戦う。スキルはそのままフェスアイドル化後も引き継がれ、SPは終了時の思い出アピールとファン数に応じて追加されるのでフェスアイドル化する際に追加が可能。

### フェス
プロデュースで育成したアイドル（フェスアイドル）を編成し、CPUや他のプレイヤーのユニットと対戦するモード。30分ごとに挑戦権が回復し、20回までストック可能。アイテムによって挑戦権を回復することも可能。2024年3月現在、3つのモードが存在する。
- CPUと対戦する「フェスリハーサル」。フェスユニットはCenter、Vocal担当、Dance担当、Visual担当、Leaderの5人で編成し、それぞれ担当の能力に補正がかかる。ユニットの編成の仕方やフェスのイベント内容によってさらに補正の内容が変化する。「Easy」「Normal」「Hard」と、特定のイベント期間限定で出現する「Very Hard」の4つの難易度が存在する。結果に応じて「マニー」が獲得できる。
- 他のプレイヤーのユニットと対戦する「グレードフェス」。システムはフェスリハーサルとおおむね同じ。グレード判定期間中に獲得した最大スコアに応じて、1～7まで存在する所属グレードが決定される。最大スコアが残留ラインより低いとグレードが1つ下がり、昇格ライン以上だとグレードが1つ上がり、その中間だと残留となる。グレード更新後、所属グレードに応じて「グレフェスコイン」が獲得でき、様々なアイテムと交換できる。また、各グレードに初めて昇格した際には報酬が獲得できる。
- 各ステージのライバルユニット（CPU）と対戦する「マッチライブ」。各ステージには「楽曲適性」「パフォーマンス適性」「環境適性」が存在し、アイドルの適性に応じてアピール値や獲得ポイントが変化する。クリアによって獲得できる「マッチライブポイント」を用いることで各種アイテムとの交換、マッチライブ中のステータス等の上昇、プロデュース時の基礎能力値の上昇などが行える。また、各ステージのミッションをクリアすることでフェザージュエルが獲得でき、合計で3000個獲得できる。ステージは1か月ごとに更新される。

### ショップ
ショップでは様々なアイテムと交換でき、ショップごとに交換に利用するアイテムが異なる。一部のアイテムがほかのショップに並ぶこともある。
- フェスで得たマニーと交換できる「マニーショップ」
- フェザージュエルと交換できる「ジュエルショップ」
- バナコインで期間限定のアイテムなどを購入できる「プレミアムショップ」
- 限界突破の代替として使用可能な「特訓はづきさん」をはづきさんシールと交換できる「はづきさんショップ」
- イベントで得たイベントポイントと交換できる「イベントショップ」
- 特別な衣装の購入ができる「衣装ショップ」
- 控室アイドルと交換したメモリアルピースをアイテムと交換できる「メモリアルピースショップ」

## 登場人物
本作では2024年3月現在28人のアイドルを育成することが可能である。

### 283プロダクション
プロデューサー（プレイヤー）やアイドル達が所属する芸能事務所。キャッチコピーは公式サイトより引用。

#### イルミネーションスターズ（illumination STARS）
キャッチコピーは「瞳に輝く、無限の可能性」。ユニットカラーは   ゴールデンイエロー。
『シャイニーカラーズ』を代表するユニットであり、高校一年生3人で結成されたバランスの良いユニット。
略称は「イルミネ」。
櫻木 真乃（さくらぎ まの）
声 - 関根瞳
身長：155cm / 体重：48kg / 年齢：16歳 / 3サイズ：86/58/88 / 血液型：A型 /利き手：右/ 誕生日：4月25日 / 星座：牡牛座 / 出身地：東京都
趣味はお出かけ・公園で日向ぼっこ、特技は鳥に好かれること。ほんわかとした性格の癒し系。おっとりとした性格であるが、休日に散歩に出かけたり、登山に行くなどアウトドアな性格で体力も高い。高校一年生。

風野 灯織（かざの ひおり）
声 - 近藤玲奈
身長：154cm / 体重：43kg / 年齢：15歳 / 3サイズ：75/55/78 / 血液型：A型 /利き手：右/ 誕生日：3月4日 / 星座：魚座 / 出身地：東京都
趣味は音楽鑑賞・綺麗な景色を探すこと・占い、特技は料理・スケジュール管理。自分が納得するまで、努力を欠かさないストイックな性格であるが、周囲からは「真面目が過ぎる」と言われることがある。口元に小さなホクロがある。高校一年生。

八宮 めぐる（はちみや めぐる）
声 - 峯田茉優
身長：157cm / 体重：46kg / 年齢：16歳 / 3サイズ：90/59/89 / 血液型：O型 / 利き手：右/誕生日：7月22日 / 星座：蟹座 / 出身地：アメリカ・マサチューセッツ州
趣味は人と話すことと・体を動かすこと、特技はスポーツ全般。日本人の父親とアメリカ人の母親を持つ少女で、誰にでも分け隔てなく接する。高校一年生。

#### アンティーカ（L'Antica）
キャッチコピーは「回せ、錆びついた運命の鍵を」。ユニットカラーは   ダークバイオレット。
ゴシック系の衣装に、シンフォニックとロックが融合した楽曲が特徴的なユニット。メンバーは地方から上京しているメンバーが多い。
月岡 恋鐘（つきおか こがね）
声 - 礒部花凜
身長：165cm / 体重：58kg / 年齢：19歳 / 3サイズ：93/60/91 / 血液型：B型 /利き手：左/ 誕生日：2月25日 / 星座：魚座 / 出身地：長崎県
本人曰く、趣味は「うちの手料理、何でも絶品たい!」、特技は「そっくりな似顔絵ば描けるたい!」とのこと。自信家でポジティブな性格だが、よく転び、ダンスを間違えるなどドジな面もある。長崎弁を話し、一人称は「うち」。本作登場人物では最もバストサイズが大きいが、それがコンプレックスとなっている。高校卒業後は進学せず、タレント業に進んだ。

田中 摩美々（たなか まみみ）
声 - 菅沼千紗
身長：161cm / 体重：49kg / 年齢：18歳 / 3サイズ：81/56/83 / 血液型：B型 / 利き手：右/誕生日：5月24日 / 星座：双子座 / 出身地：神奈川県
趣味は放浪・人をからかうこと、特技は自分で髪を切ること。そのためか、前髪が左から右へ下がるように斜めになっている。一人称は「まみみ」。夜の街をうろついていた所をスカウトされ学生だとわかると、注意を受けたプロデューサーに興味を持ち事務所へと顔を出した。プロデューサーに対しては敬語を使うなど最低限の常識は持ち合わせているものの、面倒なことを嫌い、自分が興味を示したもの以外には無頓着な、パンキッシュの服装が特徴の高校三年生の少女。

白瀬 咲耶（しらせ さくや）
声 - 八巻アンナ
身長：175cm / 体重：60kg / 年齢：18歳 / 3サイズ：91/58/87 / 血液型：A型 /利き手：右/ 誕生日：6月27日 / 星座：蟹座 / 出身地：高知県
趣味はいろいろなところに出かけること、特技は自分を最大限カッコ良く見せる立ち振舞い。成績優秀でスポーツ万能な少女。立ち居振る舞いも王子様のようで女子高に通い、同性にモテる。その一方で可愛いことには不慣れな様子。高校三年生。本作登場人物では最長身かつ最重量。

三峰 結華（みつみね ゆいか）
声 - 成海瑠奈 → 希水しお
身長：158cm / 体重：44kg / 年齢：19歳 / 3サイズ：73/52/81 / 血液型：O型 / 利き手：右/誕生日：1月16日 / 星座：山羊座 / 出身地：福島県
趣味はアイドルライブ鑑賞・カメラ・ゲーム・アニメ・読書で、特技は勉強・推しにいち早く認知されること。眼鏡とキャップが特徴の、大学一年生。自由奔放な性格。他のアイドルにはニックネームで呼ぶことがある。（摩美々→まみみん、恋鐘→こがたんなど）一人称は「三峰」。

幽谷 霧子（ゆうこく きりこ）
声 - 結名美月
身長：160cm / 体重：51kg / 年齢：17歳 / 3サイズ：79/55/81 / 血液型：AB型 / 利き手：左/誕生日：9月23日 / 星座：天秤座 / 出身地：青森県
趣味はかわいいもの全般の収集・手芸・献血、特技は包帯を綺麗に巻く・足音を立てない・リンゴの皮むき。ツインテールの銀髪にぐるぐる巻きの包帯が特徴の少女。他のアイドルには「さん」付けで呼ぶが、自分が物語性を感じた物にも、「さん」付けすることがある。高校二年生。

#### 放課後クライマックスガールズ
キャッチコピーは「女の子はいつだって放課後がクライマックス！」。ユニットカラーは   ビビットオレンジ。
青春系アイドルユニット。メンバーは個性豊かで、パワフルなユニット。
略称は「放クラ」。
小宮 果穂（こみや かほ）
声 - 河野ひより
身長：163cm / 体重：45kg / 年齢：12歳 / 3サイズ：80/57/83 / 血液型：A型 /利き手：右/ 誕生日：7月29日 / 星座：獅子座 / 出身地：東京都
趣味は日曜日朝の子供向け番組を見る事・グッズ集め、特技は好きな番組の決め台詞を数多く覚えていること。本作登場人物の中では最年少の小学六年生ながら身長が高く、大人びた容姿をしている。何事にも興味津々で純粋な性格。ヒーローに憧れている。チームイメージカラーは赤。

園田 智代子（そのだ ちよこ）
声 - 白石晴香
身長：149cm / 体重：46kg / 年齢：17歳 / 3サイズ：85/56/82 / 血液型：A型 /利き手：右/ 誕生日：2月24日 / 星座：魚座 / 出身地：千葉県
趣味はスイーツ店巡り、特技はたくさん食べられること。甘いものが大好きな、クラスに一人はいるごく普通の少女。名前にちなんでチョコアイドルを名乗る。チームイメージカラーはピンク。高校二年生。

西城 樹里（さいじょう じゅり）
声 - 永井真里子
身長：160cm / 体重：48kg / 年齢：17歳 / 3サイズ：75/58/78 / 血液型：O型 / 利き手：右/誕生日：11月26日 / 星座：射手座 / 出身地：神奈川県
趣味は洋楽とゲーム、特技はスポーツ全般・(中2までは)バスケ。ボーイッシュな性格の少女。自分をアイドルなんて柄じゃないと言い張る。言葉遣いが乱暴で怖がられることも多いが、果穂の宿題を教えてあげたりと、純粋で素直になれないタイプ。他のユニットアイドルからも「放クラ一の常識人」と言われている。年下のアイドルからも「樹里（ちゃん）」と呼ばれることが多いが、これは本人が、さん付けで呼ばなくてもいいと発言したからである。チームイメージカラーは黄色。高校二年生。

杜野 凛世（もりの りんぜ）
声 - 丸岡和佳奈
身長：155cm / 体重：44kg / 年齢：16歳 / 3サイズ：70/54/78 / 血液型：B型 /利き手：左/ 誕生日：10月19日 / 星座：天秤座 / 出身地：鳥取県
趣味は少女漫画・芸道全般、特技は折り紙・百人一首。落ち着いた佇まいの少女。一歩引いて相手を立てる性格で、たとえ相手が年下であっても誰に対しても敬語で話し、さん付けで接する。本作登場人物では最もバストサイズが小さい。遠くに嫁いだ姉がいる。チームイメージカラーは青。高校一年生。

有栖川 夏葉（ありすがわ なつは）
声 - 涼本あきほ
身長：168cm / 体重：49kg / 年齢：20歳 / 3サイズ：85/58/84 / 血液型：B型 /利き手：右/ 誕生日：8月16日 / 星座：獅子座 / 出身地：愛知県
趣味はトレーニング・ストレッチ、特技はトータルコーディネート。裕福な家庭に生まれた社長令嬢。名家に誇りを持ち、常に鍛錬を欠かさないが、全てを筋トレで解決しようとすることもある。チームイメージカラーは緑。大学二年生。

#### アルストロメリア（ALSTROEMERIA）
キャッチコピーは「花ざかり、私達の幸福論」。ユニットカラーは   パステルピンク。
双子の大崎姉妹と、年上の桑山千雪で結成されたユニット。家族のような関係性が特徴的。
略称は「アルスト」。
大崎 甘奈（おおさき あまな）
声 - 黒木ほの香
身長：159cm / 体重：43kg / 年齢：17歳 / 3サイズ：80/56/80 / 血液型：A型 /利き手：右/ 誕生日：12月25日 / 星座：山羊座 / 出身地：富山県
大崎姉妹の双子の妹。趣味はショッピング・ネイル・自撮り、特技は早起き、倹約。姉のことは「甜花ちゃん」と呼び慕っている。アウトドア派で天真爛漫な性格。高校二年生。

大崎 甜花（おおさき てんか）
声 - 前川涼子
身長：159cm / 体重：44kg / 年齢：17歳 / 3サイズ：81/58/83 / 血液型：A型 / 利き手：右/誕生日：12月25日 / 星座：山羊座 / 出身地：富山県
大崎姉妹の双子の姉。趣味はお昼寝・ネットサーフィン・アニメ・ゲーム、特技は特にないとのこと。妹のことは「なーちゃん」と呼び懐いている。妹とは反対に人見知りで、インドアな趣味が多い。歯磨きや、着替え等も甘奈に頼ったりと怠慢な性格でもあるが、頼りっぱなしの自分を変えたいと思っている節もある。高校二年生。

桑山 千雪（くわやま ちゆき）
声 - 芝崎典子
身長：163cm / 体重：47kg / 年齢：23歳 / 3サイズ：89/58/92 / 血液型：A型 / 利き手：右/誕生日：4月18日 / 星座：牡羊座 / 出身地：山口県
趣味は雑貨作り、特技は裁縫・道案内。落ち着いた性格の女性。ひとつに纏めた三つ編みの髪をリボンで結んでいる。手先が器用でアクセサリー作りが趣味。アイドルデビュー前は雑貨屋の店員をやっていた。

#### ストレイライト（Straylight）
キャッチコピーは「身に纏うは迷光、少女たちは偶像となる」。ユニットカラーは   ワインレッド。1stライブで追加されることが発表された。
略称は「ストレイ」。
芹沢 あさひ（せりざわ あさひ）
声 - 田中有紀
身長：153cm / 体重：47kg / 年齢：14歳 / 3サイズ：78/58/77 / 血液型：AB型 / 利き手：両 / 誕生日：1月4日 / 星座：山羊座 / 出身地：東京都
趣味は人間観察・人に話しかけること、特技は記憶力がいいこと。常に面白いことを探し、じっとしていることがない、探求心の強い少女。興味を持ったら一直線だが、飽きっぽい一面も持つ。チームイメージカラーは赤。中学二年生。

黛 冬優子（まゆずみ ふゆこ）
声 - 幸村恵理
身長：163cm / 体重：55kg / 年齢：19歳 / 3サイズ：78/59/81 / 血液型：A型 / 利き手：右 / 誕生日：12月4日 / 星座：射手座 / 出身地：茨城県
趣味は友達とおしゃべり、特技はみんなと仲良くなること。常に控えめな笑顔で、清楚な少女。可愛いものが大好きで、周囲への気配りもできるため人に好かれる性格。しかしそれは表向きで、素の状態ではかなり気が強く口が悪い性格であり、魅力のない自分を好きになってもらえるには自分を偽り続けなければならないと考えており、その性格をプロデューサーに知られてしまったため、アイドルを引退しようとしていたが、「周囲に気配りができる」、「まわりをちゃんと見ている」と説得され引退を撤回した。その後は同ユニットのあさひや、愛依にからかわれながらも、最年長としてユニットを率先して引っ張っている。チームイメージカラーは黄緑。専門学校一年生。

和泉 愛依（いずみ めい）
声 - 北原沙弥香
身長：162cm / 体重：51kg / 年齢：18歳 / 3サイズ：90/58/88 / 血液型：O型 / 利き手：右 / 誕生日：8月2日 / 星座：獅子座 / 出身地：埼玉県
趣味は友達と遊ぶこと・最近の曲を聞くこと、特技は何時間でも電話できること。難しいことを考えるのは苦手だが、親しみやすい少女。ノリがよく、楽天的で大雑把な性格。しかし実はかなりのあがり症で、MCでは声を出すことすらままならない。チームイメージカラーは紫。高校三年生。

#### ノクチル（noctchill）
キャッチコピーは「さよなら、透明だった僕たち（チルアウト・ノクチルカ）」。ユニットカラーは   ウルトラマリン。『アイドルマスター シャイニーカラーズ 生配信 2nd Anniversary前夜祭！新情報大公開SP！』内で追加されることが発表された。
メンバーはユニット結成前からの幼なじみで構成されている。
浅倉 透（あさくら とおる）
声 - 和久井優
身長：160cm / 体重：50kg / 年齢：17歳 / 3サイズ：82/57/78 / 血液型：B型 / 利き手：右 / 誕生日：5月4日 / 星座：牡牛座 / 出身地：東京都
趣味は映画やドラマを見ること、特技は人の顔を覚えること。自然体で飾らない性格。周囲からどう見られるかということを気にせず、おおらかでマイペース。しかしその透明感あふれる佇まいには誰をも惹きつけるオーラがある。チームイメージカラーは浅葱。高校二年生。

樋口 円香（ひぐち まどか）
声 - 土屋李央
身長：159cm / 体重：47kg / 年齢：17歳 / 3サイズ：79/55/79 / 血液型：B型 / 利き手：右 / 誕生日：10月27日 / 星座：蠍座 / 出身地：東京都
本人曰く、趣味・特技共に「別にないです」とのこと。クールでシニカルな性格で、涼しげな目元と泣きぼくろが特徴。プロデューサーのことを透を得体の知れない所に引き込んだ悪い虫と考えており、冷たい態度を取る。また、「自分よりも他人の方が評価されるべき」と考える、自己肯定感が低い節がある。チームイメージカラーは赤。高校二年生。

福丸 小糸（ふくまる こいと）
声 - 田嶌紗蘭
身長：148cm / 体重：42kg / 年齢：16歳 / 3サイズ：71/54/73 / 血液型：O型 / 利き手：右 / 誕生日：11月11日 / 星座：蠍座 / 出身地：東京都
趣味は読書、特技は勉強。内弁慶な小動物系の女の子。真面目な努力家で、勉強が得意。騙されやすく、幼なじみによくからかわれている。チームイメージカラーは紫。高校一年生。本作登場人物では最軽量かつ最も身長が低い。

市川 雛菜（いちかわ ひなな）
声 - 岡咲美保
身長：165cm / 体重：56kg / 年齢：15歳 / 3サイズ：87/60/86 / 血液型：A型 / 利き手：左 / 誕生日：3月17日 / 星座：魚座 / 出身地：神奈川県
本人曰く、趣味は「なんでもそれなりに好き〜」、特技は「なんでもそれなりにできる〜」とのこと。自分の「しあわせ」に向かって突き進む、奔放な女の子。幼馴染みで先輩の透を慕っている。チームイメージカラーは黄。高校一年生。

#### シーズ（SHHis）
キャッチコピーは「耀いて、スパンコール・シャンデリア」。ユニットカラーは   エメラルドグリーン。2ndライブで追加されることが発表された。
七草 にちか（ななくさ にちか）
声 - 紫月杏朱彩
身長：158cm / 体重：48kg / 年齢：16歳 / 3サイズ：82/54/84 / 血液型：O型 / 利き手：右 / 誕生日：7月26日 / 星座：獅子座 / 出身地：埼玉県
趣味は音楽鑑賞、特技は家事。七草はづきの実の妹。気が強く甘え上手な「みんなの妹」。アイドルに強い憧れを抱いており、譲れない思いや負けず嫌いな面をのぞかせることも。高校一年生。

緋田 美琴（あけた みこと）
声 - 山根綺
身長：170cm / 体重：54kg / 年齢：24歳 / 3サイズ：85/57/85 / 血液型：B型 / 利き手：右 / 誕生日：9月8日 / 星座：乙女座 / 出身地：北海道
趣味は作詞作曲、特技はダンスの振り付け。一途でひたむきな美人だが、寝食など身の回りのことを疎かにしがち。アイドル経験者でもあり、誰よりも「アイドル」への想いが強い。かつてルカとユニットを組んでいたが、解散し283プロへ移籍した。本作の登場人物では最年長。

#### コメティック（CoMETIK）
キャッチコピーは「新時代到来の予兆、黒色彗星（カラーレス・アイドル）」。ユニットカラーは   ブラック。
ルカは当初はライバルアイドルとして登場し、5thライブより283プロに加入することが発表された。『Song for Prism』ではユニット・コメティックを結成することがソロライブ「我儘なまま」にて発表され、同時に新メンバーの羽那とはるきの登場が発表された。その後、5.5thライブ「星が見上げた空」にて、『シャイニーカラーズ』にも2023年冬よりコメティックが登場することが発表された。
斑鳩 ルカ（いかるが るか）
声 - 川口莉奈
身長：161cm / 体重：44kg / 年齢：20歳 / 3サイズ：76/54/78 / 血液型：A型 / 利き手：左 / 誕生日：1月31日 / 星座：水瓶座 / 出身地：神奈川県
趣味・特技共にナシ。当初はライバルアイドルとして2021年4月に登場したが、2023年4月に283プロに移籍した。
話題沸騰中のソロアイドルで、悩める現代女子たちの『カミサマ』として一部でカルト的な人気を集めている。かつて美琴とユニットを組んでいたが、美琴から一方的に解散を切り出され283プロに移籍したことから、自身の283プロへの移籍前は283プロを敵視していた。

鈴木 羽那（すずき はな）
声 - 三川華月
身長：158cm / 体重：49kg / 年齢：18歳 / 3サイズ：84/58/82 / 血液型：O型 / 利き手：右 / 誕生日：10月2日 / 星座：天秤座 / 出身地：岡山県
趣味は散歩、特技はおいしそうに食べること。明るく純粋で、穏やかかつ素直な性格の「天性のアイドル」。表情が豊かで屈託のない様子が自然と人を惹きつける。
郁田 はるき（いくた はるき）
声 - 小澤麗那
身長：156cm / 体重：47kg / 年齢：17歳 / 3サイズ：82/57/83 / 血液型：AB型 / 利き手：右 / 誕生日：4月5日 / 星座：牡羊座 / 出身地：長野県
趣味は街歩き・整理整頓、特技はイラストを描くこと。ふんわりとした雰囲気の少女。感受性が豊かでクリエイター気質でアクティブな一面も持つ。高校二年生。

#### 社員
プロデューサー
プレイヤーの分身となるキャラクター。素顔が描かれることはないが、アイドルカードイラストへ体の一部が写り込んでいることがある。また、コミュなどでは過去の経歴や人物像なども描かれている。
漫画『シャイニーカラーズ』のプロデューサー
スーツを着た男性。
アニメ『シャイニーカラーズ』のプロデューサー
声 - 夏目響平
スーツを着た青年。今作では顔を出している。
天井 努（あまい つとむ）
声 - 津田健次郎
283プロダクション社長。経営、渉外、営業と多岐に仕事をこなしているため社内で姿を見かけることは少ない。「私は甘くはないぞ」が口癖。各シリーズの社長同様に黒塗りのシルエットで登場するが、各シリーズの社長はプロデューサーのことを「君」と呼び友好的に接するが、彼に限ってはプロデューサーのことを「お前」と呼ぶ上に口癖も合わせてやや高圧的な態度で接する。

七草 はづき（ななくさ はづき）
声 - 山村響
身長：160cm / 体重：53kg / 誕生日：2月3日 / 星座：水瓶座 / 出身地：埼玉県
283プロダクション事務員。七草にちかの実姉。いくつものアルバイトを兼業している。

### その他
善村 良子（よしむら りょうこ）
敏腕通信社『週刊イチオシ！』編集部に所属する敏腕記者。
阿久井 徳次郎（あくい とくじろう）
フリーランスの悪徳記者。
八雲 なみ（やくも なみ）
ルカの母親。20年ほど前に一世を風靡し、彗星の如く去っていった伝説のアイドルであり、にちかの憧れの対象となっている。だがその実態は天井によって作られた虚構であった。実際の彼女は元々女優志望だったが、演技の才能は全くなくオーディションに落ち続けていた所を天井がアイドル路線にシフトさせたが、かといって歌の才能もなかったためにダンスに特化させようとするも、彼の「足に合わせるんじゃない、靴に合わせるんだ」という強引な方針に耐えられず海外進出当日に失踪。本来現れるはずの空港の近くの神社で天井からもらったダンスシューズを突き返しそのまま引退してしまった。
その後はとあるスナックのママとなり、ルカを産む。夫とは既に離婚しており、現在は娘と二人暮らし。親子仲は良好な模様。

#### コラボレーションによるゲストキャラクター
| 名前       | 声優       | 出典         |
| ---------- | ---------- | ------------ |
| ルビー     | 伊駒ゆりえ | 【推しの子】 |
| 有馬かな   | 潘めぐみ   | 【推しの子】 |
| MEMちょ    | 大久保瑠美 | 【推しの子】 |
| 黒川あかね | 石見舞菜香 | 【推しの子】 |
| アイ       | 高橋李依   | 【推しの子】 |

## 開発

### システム構築
アイドルマスターシリーズの総合プロデューサー・坂上陽三は、オープンソースのアニメーションソフトであるSpineで魅力的なイラストカードを2Dアニメーションとして表現したいと考え、本作の開発に踏み切った。
また、坂上の「ダウンロードせずにすぐに始められるゲームはないか」という考えなどがきっかけで、本作はHTML5を用いたブラウザゲームとして開発された。開発に当たっては、ブラウザベースでありながらネイティブアプリと遜色ないものにするという方針が立てられた。坂上は若いスタッフに『アイマス』を作ってほしいと考えており、スタッフたちの強い熱意を理解していたため、坂上のほうから提案するのではなく、彼らの意見を聞いてから開発を許可した。開発スタッフたちがHTML5の操作性を最大限に生かす方法について試行錯誤した結果、本作のシステムは初代『THE IDOLM@STER』に近いものとなった。また、モバイルブラウザにも対応できるようにするため、ゲームエンジンには「enza-game.js」が用いられた。
本作の根幹には、アイドル達とコミュニケーションを重ねて成長させ、フェスでさらに彼女たちを輝かせるということが据えられた。
サービス開始日の2018年4月24日から7月の期間では、フェスアイドルの活躍の場としてグレードフェスの実装が最優先で進められた。
また、開発スタッフたちはアイドル達との会話をスキップする機能を実装するかどうか迷っていたが、最終的には閲覧済みの会話のみをスキップ対象とする形で実装された。また、スキップ機能の実装と同時期に、アイドル達に親しみを持ってもらうため、ホーム画面に登場するアイドル達にアニメーションが追加された。
2020年には、レアリティがRのアイドルの活躍の場を広げ、かつ新規のユーザーでも楽しめるようにするため、レアリティをSSRまで育成できるアイドルロードが導入された。

### キャラクター設定
本作に登場するアイドル達は、身近にいそうなイメージを重視して設定された。たとえば八宮めぐるの場合、元気いっぱいなだけではなく、時にはけだるげになる場面が用意された。
また、アイドル同士の関係性やユニットの個性をわかりやすくするために、キャラクターは最初からユニット単位で実装され、同様の理由から本作のアイドルカードは横長のものが使われた。
本作のキャラクターデザインは柔らかなものとなっており、本作のプロデューサーの一人である高山祐介は「アイドルが目の前にいるような感覚を味わえるのはこの絵柄のおかげだと思う」とiNSIDEでのインタビューの中で述べている。
当初、アイドルたちの名称は高速道路のインターチェンジから取ろうという案もあったが、わかりにくいということで却下された。代わりに、現実的なネーミングにするという方針が取られた。
初期ユニットのうち、最初に制作されたのは「イルミネーションスターズ」はシリーズにおける「信号機ユニット」という位置づけで作られた一方、「L’Antica」（アンティーカ）は「イルミネーションスターズ」とは対照的に個性的なユニットとして作られた。「アルストロメリア」は大崎姉妹をメンバーにすることが最初から決定しており、別の視点として事務所の先輩である千雪が加えられた。「放課後クライマックスガールズ」はメンバーの年齢差の大きさを取り入れたユニットとして作られた。
2019年に実装された3人組ユニット「ストレイライト」は、初期4ユニット（16人）で描き切れなかったものを補完するために追加された。ただし、3人同時に実装するとプレイヤーの負担になるおそれがあったため、実装は一人ずつ行われた。
2020年に実装された「ノクチル」は、透明感やさわやかさをコンセプトとしたユニットであり、高山はファミ通とのインタビューの中で「ビジュアル的には、光が届かないような深い海から浮上していって、顔を出したときの鮮烈な白い光と、その後に広がるブルー……という爽やかな光景をイメージしてさまざまな設定をしていますね。」と説明している。ユニット名は夜光虫（ノクチルカ）に由来しており、坂上は耳慣れない言葉に驚いて、ユーザー（プロデューサー）に由来を説明するよう促したと同じインタビューの中で振り返っている。同ユニットは幼馴染同士で構成されているという設定であり、キャラクター同士の関係性を作りやすくするため、人数は4人に設定した。

### 音楽
音楽制作は『アイドルマスター ミリオンライブ!』や『アイドルマスター SideM』と同様に、ランティスのレコードレーベルを持つバンダイナムコミュージックライブ（旧：バンダイナムコアーツ）が担う。

## CD

### 音楽CD
いずれもランティスより発売。
THE IDOLM@STER SHINY COLORS BRILLI@NT WING
2018年6月6日から発売された、ゲーム内の楽曲を収録したCDシリーズ。
THE IDOLM@STER SHINY COLORS SE@SONAL WINTER
2018年12月19日に発売されたシングルCD。
収録曲
1. SNOW FLAKES MEMORIES
作詞：松井洋平、作曲・編曲：中野領太（onetrap）、歌：シャイニーカラーズ
2. Let's get a chance
作詞・作曲：渡辺拓也、編曲：住谷翔平、歌：シャイニーカラーズ

THE IDOLM@STER SHINY COLORS FR@GMENT WING
2019年4月10日から発売された、ゲーム内の楽曲を収録したCDシリーズ。
THE IDOLM@STER SHINY COLORS FUTURITY SMILE
2019年12月18日に発売されたシングルCD。
収録曲
1. FUTURITY SMILE
作詞：前田甘露、作曲：ArmySlick、Giz'Mo(from Jam9)、編曲：ArmySlick、弦編曲：森悠也、歌：シャイニーカラーズ
2. Spread the Wings!! -19 colors-
作詞：こだまさおり、作曲・編曲：山口朗彦、歌：シャイニーカラーズ

THE IDOLM@STER SHINY COLORS SWEET♡STEP
2020年2月12日に発売されたシングルCD。
収録曲
1. SWEET♡STEP
作詞：深川琴美、作曲・編曲：NA.ZU.NA、歌：シャイニーカラーズ
2. Multicolored Sky -19 colors-
作詞：松井洋平、作曲・編曲：高田暁、歌：シャイニーカラーズ

THE IDOLM@STER SHINY COLORS GR@DATE WING
2020年4月8日から発売された、ゲーム内の楽曲を収録したCDシリーズ。
THE IDOLM@STER SHINY COLORS デビ太郎 VS ジャスティスV
2020年7月29日に発売されたシングルCD。中止になった「THE IDOLM@STER SHINY COLORS 2ndLIVE STEP INTO THE SUNSET SKY」の会場にて販売予定だった。そのため一般販売はされておらず、通販のみの取り扱いとなっている。
収録曲
1. デビ太郎のうた
作詞：深川琴美、作曲・編曲：宝野聡史、歌：大崎甜花（前川涼子）
2. 絶対正義 EVERY DAY
作詞：前田甘露、作曲・編曲：景山将太、歌：小宮果穂（河野ひより）

THE IDOLM@STER SHINY COLORS COLORFUL FE@THERS
2021年1月20日から発売された、ゲーム内の楽曲を収録したCDシリーズ。
THE IDOLM@STER SHINY COLORS L@YERED WING
2021年4月14日から発売された、ゲーム内の楽曲を収録したCDシリーズ。
THE IDOLM@STER SHINY COLORS PANOR@MA WING
2022年4月13日から発売された、ゲーム内の楽曲を収録したCDシリーズ。
THE IDOLM@STER SHINY COLORS Synthe-Side
2021年4月23・24日に「THE IDOLM@STER SHINY COLORS 4thLIVE 空は澄み、今を越えて。」会場限定で販売された、ゲーム内の楽曲を収録したCDシリーズ。
THE IDOLM@STER SHINY COLORS B☆Health
2022年8月13・14日開催の「283PRODUCTION UNIT LIVE SETSUNA BEAT」の会場限定販売CD。
収録曲
1. 283体操
作詞：小田桐ゆうき、作曲・編曲：フワリ（Dream Monster）、歌：八宮めぐる（峯田茉優）・月岡恋鐘（礒部花凜）・西城樹里（永井真里子）・桑山千雪（芝崎典子）・芹沢あさひ（田中有紀）・福丸小糸（田嶌紗蘭）・七草にちか（紫月杏朱彩）
2. シャイニーエクササイズ
作詞・作曲・編曲：橘亮祐・篠崎あやと、歌：八宮めぐる（峯田茉優）・月岡恋鐘（礒部花凜）・西城樹里（永井真里子）・桑山千雪（芝崎典子）・芹沢あさひ（田中有紀）・福丸小糸（田嶌紗蘭）・七草にちか（紫月杏朱彩）

THE IDOLM@STER SHINY COLORS WING COLLECTION
2023年1月18日から発売されたベストアルバム。
THE IDOLM@STER SHINY COLORS “CANVAS”
2023年4月12日から発売された、ゲーム内の楽曲を収録したCDシリーズ。
THE IDOLM@STER SHINY COLORS Shiny Stories
2023年7月26日に発売されたシングルCD。本CDより斑鳩ルカが加わる。
収録曲
1. Shiny Stories
作詞：松井洋平、作曲・編曲：伊藤和馬（Arte Refact）、歌：櫻木真乃（関根瞳）・七草にちか（紫月杏朱彩）・斑鳩ルカ（川口莉奈）
2. Shiny Stories (櫻木真乃 Ver.)
歌：櫻木真乃（関根瞳）
3. Shiny Stories (七草にちか Ver.)
歌：七草にちか（紫月杏朱彩）
4. Shiny Stories (斑鳩ルカ Ver.)
歌：斑鳩ルカ（川口莉奈）
5. Shiny Stories (Off Vocal)

THE IDOLM@STER SHINY COLORS Song for Prism
2023年10月18日から発売されている、『Song for Prism』発の楽曲を収録したCDシリーズ。

### 配信限定
神様は死んだ、って
作詞：烏屋茶房、作曲・編曲：水野谷怜(Arte Refact)、歌：斑鳩ルカ（川口莉奈）
2021年12月20日発売。

### ドラマCD
遅く起きた朝は……
2018年6月6日発売の公式ガイドブック「アイドルマスター シャイニーカラーズ ファーストガイドブック」に付属。

## Blu-ray
発売元はCDと同じくランティス。
THE IDOLM@STER SHINY COLORS 1stLIVE FLY TO THE SHINY SKY
2019年11月13日発売。2019年3月に開催された同イベントの最終公演全編と、1日目および2日目昼公演の朗読パートを収録している。
THE IDOLM@STER SHINY COLORS -MUSIC DAWN-
2021年3月24日発売。2020年10月31日、11月1日に開催された同イベントの模様を収録している。
THE IDOLM@STER SHINY COLORS 2ndLIVE STEP INTO THE SUNSET SKY
2021年12月8日発売。2021年3月20日、21日に開催された同イベントの模様を収録している。映像特典として開催中止になった「THE IDOLM@STER SHINY COLORS SPRING PARTY 2020」にて公開を予定していた撮り下ろし映像を収録。
THE IDOLM@STER SHINY COLORS 3rdLIVE TOUR PIECE ON PLANET　名古屋公演
2022年3月16日発売。2021年4月3日、4日に開催された同イベントの模様を収録している。アソビストア特装版には「THE IDOLM@STER SHINY COLORS Xmas Party -Silent night-」のライブ本編映像を収録したBDが付属。
THE IDOLM@STER SHINY COLORS 3rdLIVE TOUR PIECE ON PLANET　東京公演
2022年4月20日発売。2021年4月24日、25日に開催された同イベントの模様を収録している。アソビストア特装版には「THE IDOLM@STER SHINY COLORS Xmas Party -Silent night-」のライブ本編映像を収録したBDが付属。
THE IDOLM@STER SHINY COLORS 3rdLIVE TOUR PIECE ON PLANET　福岡公演
2022年5月18日発売。2021年5月29日、30日に開催された同イベントの模様を収録している。アソビストア特装版には「THE IDOLM@STER SHINY COLORS Xmas Party -Silent night-」のライブ本編映像を収録したBDが付属。
THE IDOLM@STER SHINY COLORS 4thLIVE 空は澄み、今を越えて。
2022年12月21日発売。2022年4月23日、24日に開催された同イベントの模様を収録している。アソビストア特装版には河野ひより（小宮果穂 役）とマメ丸が出演する映像を収録したBDが付属。
THE IDOLM@STER SHINY COLORS 5thLIVE If I_wings.
2023年12月20日発売。2023年3月18日、19日に開催された同イベントの模様を収録している。初回生産限定版には283プロダクション所属の櫻木真乃・月岡恋鐘・小宮果穂・大崎甘奈・芹沢あさひ・浅倉透・七草にちかのソロインタビュー映像を収録。また、アソビストア特装版には2022年に開催された「シャニマス初の対バンライブ 283PRODUCTION UNIT LIVE SETSUNA BEAT」のシャッフルパートの映像を収録したBDが付属。
283PRODUCTION SOLO PERFORMANCE LIVE「我儘なまま」
2024年5月22日発売予定。2023年7月22日、23日に開催された同イベントの模様を収録している。初回生産限定版はTHE IDOLM@STER SHINY COLORS 5.5th Anniversary LIVE「星が見上げた空」とのセット販売。初回生産限定版のアソビストア特装版には2022年に開催された「シャニマス初の対バンライブ 283PRODUCTION UNIT LIVE MUGEN BEAT」のシャッフルパートの映像を収録したBDが付属。
THE IDOLM@STER SHINY COLORS 5.5th Anniversary LIVE「星が見上げた空」
2024年5月22日発売予定。2023年10月21日、22日に開催された同イベントの模様を収録している。初回生産限定版は283PRODUCTION SOLO PERFORMANCE LIVE「我儘なまま」とのセット販売。初回生産限定版のアソビストア特装版には同上のBDが付属。

## ライブイベント

### 単独ライブ
| タイトル                                                                              | 公演日             | 会場                                        | 出演者 | 出典   |        |
| 2019年                                                                                | 2019年             | 2019年                                      | 2019年 | 2019年 | 2019年 |
| ------------------------------------------------------------------------------------- | ------------------ | ------------------------------------------- | --- | ------ | ------ |
| THE IDOLM@STER SHINY COLORS 1stLIVE FLY TO THE SHINY SKY                              | 3月9日・10日       | 舞浜アンフィシアター                        | 関根瞳、近藤玲奈、峯田茉優、礒部花凜、菅沼千紗、八巻アンナ、成海瑠奈、結名美月、河野ひより、白石晴香、永井真里子、丸岡和佳奈、涼本あきほ、黒木ほの香、前川涼子、芝崎典子 | [ 33 ] |        |
| アソビストア presents THE IDOLM@STER SHINY COLORS SUMMER PARTY 2019                   | 8月18日            | パシフィコ横浜 国立大ホール                 | 全公演出演：田中有紀、幸村恵理、北原沙弥香 昼公演のみ：関根瞳、近藤玲奈、峯田茉優、礒部花凜、菅沼千紗、八巻アンナ、成海瑠奈、結名美月 夜公演のみ：河野ひより、白石晴香、永井真里子、丸岡和佳奈、涼本あきほ、黒木ほの香、前川涼子、芝崎典子                                                                               | [ 34 ] |        |
| 283プロダクション プロデューサー感謝祭 〜1.5 Anniversary Festival!!〜                 | 10月27日           | 森のホール21 大ホール                       | 関根瞳、近藤玲奈、峯田茉優、礒部花凜、菅沼千紗、八巻アンナ、成海瑠奈、結名美月、河野ひより、白石晴香、永井真里子、丸岡和佳奈、涼本あきほ、黒木ほの香、前川涼子、芝崎典子、田中有紀、幸村恵理、北原沙弥香 | [ 35 ] |        |
| 2020年                                                                                |                    |                                             | |        |        |
| THE IDOLM@STER SHINY COLORS MUSIC DAWN                                                | 10月31日・11月1日  | ASOBISTAGE（オンライン配信）                | 全公演出演：関根瞳、近藤玲奈、峯田茉優、礒部花凜、菅沼千紗、八巻アンナ、成海瑠奈、結名美月、河野ひより、白石晴香、永井真里子、丸岡和佳奈、涼本あきほ、黒木ほの香、前川涼子、芝崎典子、田中有紀、幸村恵理、北原沙弥香、和久井優、岡咲美保、田嶌紗蘭 10月31日のみ：土屋李央                                                | [ 36 ] |        |
| 2021年                                                                                |                    |                                             | |        |        |
| THE IDOLM@STER SHINY COLORS 2ndLIVE STEP INTO THE SUNSET SKY                          | 3月20日・3月21日   | 幕張メッセ 国際展示場 1～3ホール            | 全公演出演：関根瞳、峯田茉優、礒部花凜、菅沼千紗、八巻アンナ、成海瑠奈、結名美月、河野ひより、永井真里子、丸岡和佳奈、涼本あきほ、黒木ほの香、前川涼子、芝崎典子、田中有紀、幸村恵理、北原沙弥香、和久井優、岡咲美保、土屋李央、田嶌紗蘭 3月21日のみ：白石晴香                                                           | [ 37 ] |        |
| THE IDOLM@STER SHINY COLORS 3rdLIVE TOUR PIECE ON PLANET / NAGOYA                     | 4月3日・4月4日     | 日本ガイシホール                            | 関根瞳、近藤玲奈、峯田茉優、礒部花凜、菅沼千紗、八巻アンナ、成海瑠奈、結名美月、河野ひより、永井真里子、丸岡和佳奈、涼本あきほ、黒木ほの香、前川涼子、芝崎典子、田中有紀、幸村恵理、北原沙弥香、和久井優、土屋李央、田嶌紗蘭、岡咲美保                                                                                   |        |        |
| THE IDOLM@STER SHINY COLORS 3rdLIVE TOUR PIECE ON PLANET / TOKYO DAY1                 | 4月24日            | 東京ガーデンシアター                        | 関根瞳、峯田茉優、礒部花凜、菅沼千紗、八巻アンナ、成海瑠奈、結名美月、河野ひより、永井真里子、丸岡和佳奈、涼本あきほ、黒木ほの香、前川涼子、芝崎典子、田中有紀、幸村恵理、北原沙弥香、和久井優、土屋李央、田嶌紗蘭、岡咲美保 サプライズゲスト：紫月杏朱彩、山根綺                                                        |        |        |
| THE IDOLM@STER SHINY COLORS 3rdLIVE TOUR PIECE ON PLANET / TOKYO DAY2                 | 4月25日            | ASOBISTAGE（オンライン配信）                | 関根瞳、峯田茉優、礒部花凜、菅沼千紗、八巻アンナ、成海瑠奈、結名美月、河野ひより、永井真里子、丸岡和佳奈、涼本あきほ、黒木ほの香、前川涼子、田中有紀、幸村恵理、北原沙弥香、和久井優、土屋李央、田嶌紗蘭、岡咲美保 サプライズゲスト：紫月杏朱彩、山根綺                                                                  |        |        |
| THE IDOLM@STER SHINY COLORS 3rdLIVE TOUR PIECE ON PLANET / FUKUOKA                    | 5月29日・5月30日   | 西日本総合展示場 新館 ABC展示場             | 全公演出演：関根瞳、峯田茉優、礒部花凜、菅沼千紗、八巻アンナ、成海瑠奈、結名美月、河野ひより、永井真里子、丸岡和佳奈、涼本あきほ、黒木ほの香、前川涼子、田中有紀、幸村恵理、北原沙弥香、和久井優、土屋李央、田嶌紗蘭、岡咲美保、紫月杏朱彩、山根綺 5月30日のみ：白石晴香                                                 |        |        |
| THE IDOLM@STER SHINY COLORS 283フェス 2021 Happy Buffet!                              | 10月23日・10月24日 | ASOBISTAGE（オンライン配信）                | 全公演出演：紫月杏朱彩、山根綺 10月23日のみ：関根瞳、峯田茉優、菅沼千紗、八巻アンナ、結名美月、黒木ほの香、前川涼子、芝崎典子 10月24日のみ：河野ひより、白石晴香、永井真里子、涼本あきほ、田中有紀、幸村恵理、北原沙弥香、和久井優、土屋李央、田嶌紗蘭、岡咲美保                                                         |        |        |
| THE IDOLM@STER SHINY COLORS Xmas Party -Silent night-                                 | 12月18日・12月19日 | 両国国技館                                  | 12月18日：関根瞳、峯田茉優、黒木ほの香、前川涼子、芝崎典子、田中有紀、幸村恵理、北原沙弥香、和久井優、土屋李央、田嶌紗蘭、岡咲美保 12月19日：礒部花凜、菅沼千紗、八巻アンナ、結名美月、河野ひより、白石晴香、永井真里子、丸岡和佳奈、涼本あきほ、紫月杏朱彩、山根綺 サプライズゲスト：川口莉奈                           |        |        |
| 2022年                                                                                |                    |                                             | |        |        |
| THE IDOLM@STER SHINY COLORS 4thLIVE 空は澄み、今を越えて。                            | 4月23日・24日      | 幕張メッセ 国際展示場 1～3ホール            | 全公演出演：関根瞳、峯田茉優、礒部花凜、菅沼千紗、八巻アンナ、希水しお、結名美月、河野ひより、永井真里子、丸岡和佳奈、涼本あきほ、黒木ほの香、前川涼子、芝崎典子、田中有紀、幸村恵理、北原沙弥香、和久井優、土屋李央、田嶌紗蘭、岡咲美保、紫月杏朱彩、山根綺 4月24日のみ：白石晴香                                       | [ 38 ] |        |
| 283PRODUCTION UNIT LIVE SETSUNA BEAT                                                  | 8月13日・14日      | 東京ガーデンシアター                        | 全公演出演：河野ひより、永井真里子、丸岡和佳奈、涼本あきほ、前川涼子、芝崎典子、和久井優、土屋李央、田嶌紗蘭、岡咲美保 8月13日のみ：白石晴香 | [ 41 ] |        |
| 283PRODUCTION UNIT LIVE MUGEN BEAT                                                    | 10月22日・23日     | 武蔵野の森総合スポーツプラザ メインアリーナ | 関根瞳、峯田茉優、礒部花凜、菅沼千紗、八巻アンナ、希水しお、結名美月、田中有紀、幸村恵理、北原沙弥香、紫月杏朱彩、山根綺 | [ 42 ] |        |
| 2023年                                                                                |                    |                                             | |        |        |
| THE IDOLM@STER SHINY COLORS 5thLIVE If I_wings.                                       | 3月18日・19日      | 国立代々木競技場 第一体育館                 | 全公演出演：関根瞳、峯田茉優、礒部花凜、菅沼千紗、八巻アンナ、希水しお、結名美月、河野ひより、白石晴香、永井真里子、丸岡和佳奈、涼本あきほ、黒木ほの香、前川涼子、芝崎典子、田中有紀、幸村恵理、北原沙弥香、和久井優、土屋李央、田嶌 紗蘭、岡咲美保、紫月杏朱彩、山根綺 3月19日のみ：近藤玲奈 サプライズゲスト：川口莉奈 | [ 43 ] |        |
| 283PRODUCTION SOLO PERFORMANCE LIVE「我儘なまま」                                     | 7月22日・23日      | 武蔵野の森総合スポーツプラザ メインアリーナ | 全公演出演：関根瞳、近藤玲奈、峯田茉優、礒部花凜、菅沼千紗、八巻アンナ、希水しお、結名美月、河野ひより、永井真里子、丸岡和佳奈、涼本あきほ、黒木ほの香、前川涼子、芝崎典子、田中有紀、幸村恵理、北原沙弥香、和久井優、土屋李央、田嶌紗蘭、岡咲美保、紫月杏朱彩、山根綺、川口莉奈 7月23日のみ：白石晴香                   | [ 44 ] |        |
| THE IDOLM@STER SHINY COLORS 5.5th Anniversary LIVE 星が見上げた空                     | 10月21日・22日     | 幕張メッセ イベントホール                   | 全公演出演：川口莉奈、三川華月、小澤麗那 21日のみ：田中有紀、幸村恵理、北原沙弥香、和久井優、土屋李央、田嶌紗蘭、岡咲美保、紫月杏朱彩、山根綺 22日のみ：関根瞳、近藤玲奈、峯田茉優、礒部花凜、菅沼千紗、八巻アンナ、希水しお、結名美月、河野ひより、永井真里子、丸岡和佳奈、涼本あきほ、黒木ほの香、前川涼子、芝崎典子   | [ 45 ] |        |
| 2024年                                                                                |                    |                                             | |        |        |
| THE IDOLM@STER SHINY COLORS 6thLIVE TOUR Come and Unite! Brilliant Blooms             | 3月2日・3日        | 大阪城ホール                                | 全公演出演：関根瞳、峯田茉優、礒部花凜、菅沼千紗、八巻アンナ、希水しお、結名美月、河野ひより、永井真里子、丸岡和佳奈、涼本あきほ、黒木ほの香、前川涼子、芝崎典子、幸村恵理、北原沙弥香、和久井優、土屋李央、田嶌紗蘭、岡咲美保、紫月杏朱彩、山根綺、川口莉奈、三川華月、小澤麗那 3日のみ：田中有紀、白石晴香             | [ 47 ] |        |
| THE IDOLM@STER SHINY COLORS 6thLIVE TOUR Come and Unite! Fantastic Fireworks          | 4月20日・21日      | Kアリーナ横浜                               | 全公演出演：関根瞳、峯田茉優、菅沼千紗、八巻アンナ、希水しお、結名美月、河野ひより、永井真里子、丸岡和佳奈、涼本あきほ、黒木ほの香、前川涼子、芝崎典子、田中有紀、幸村恵理、北原沙弥香、和久井優、土屋李央、田嶌紗蘭、岡咲美保、紫月杏朱彩、山根綺、川口莉奈、三川華月、小澤麗那 21日のみ：白石晴香                      | [ 48 ] |        |
| THE IDOLM@STER SHINY COLORS LIVE FUN!! -Beyond the Blue sky-                          | 7月27日・28日      | 横浜アリーナ                                | 全公演出演：関根瞳、峯田茉優、礒部花凜、菅沼千紗、八巻アンナ、希水しお、結名美月、河野ひより、永井真里子、丸岡和佳奈、涼本あきほ、黒木ほの香、前川涼子、芝崎典子、田中有紀、幸村恵理、北原沙弥香、和久井優、土屋李央、田嶌紗蘭、岡咲美保、紫月杏朱彩、山根綺、川口莉奈、三川華月、小澤麗那 28日のみ：白石晴香            | [ 49 ] |        |
| THE IDOLM@STER SHINY COLORS 6.5th Anniversary LIVE “Chapter 283”                      | 10月5日・6日       | 武蔵野の森総合スポーツプラザ メインアリーナ | 関根瞳、峯田茉優、礒部花凜、菅沼千紗、八巻アンナ、希水しお、結名美月、河野ひより、永井真里子、丸岡和佳奈、涼本あきほ、黒木ほの香、前川涼子、芝崎典子、田中有紀、幸村恵理、北原沙弥香、和久井優、土屋李央、田嶌紗蘭、岡咲美保、紫月杏朱彩、山根綺、川口莉奈、三川華月、小澤麗那                                           | [ 50 ] |        |
| 2025年                                                                                |                    |                                             | |        |        |
| 283 Production LIVE Performance [liminal;marginal;eternal]                            | 1月11日・12日      | 立川ステージガーデン                        | 七草にちか、緋田美琴、斑鳩ルカ、鈴木羽那、郁田はるき | [ 51 ] |        |
| THE IDOLM@STER SHINY COLORS 2nd season LIVE Over the prism                            | 3月1日・2日        | ぴあアリーナMM                              | 全公演出演：関根瞳、近藤玲奈、峯田茉優、菅沼千紗、八巻アンナ、希水しお、結名美月、河野ひより、永井真里子、丸岡和佳奈、涼本あきほ、黒木ほの香、前川涼子、芝崎典子、田中有紀、幸村恵理、北原沙弥香、和久井優、土屋李央、田嶌紗蘭 2日のみ：礒部花凜、白石晴香                                                               | [ 52 ] |        |
| 283 Production LIVE Performance Uka,                                                  | 5月10日・11日      | オリックス劇場                              | 全公演出演：櫻木真乃、風野灯織、八宮めぐる Larva,1のみ：小宮果穂 Pupa,2のみ：黛冬優子 Imago,3のみ：田中摩美々 | [ 53 ] |        |
| THE IDOLM@STER SHINY COLORS 7th UNITLIVE TOUR 円環 -Halo around- first quadrant       | 6月21日・22日      | 福岡国際センター                            | 礒部花凜、菅沼千紗、八巻アンナ、希水しお、結名美月、紫月杏朱彩、山根綺 | [ 54 ] |        |
| THE IDOLM@STER SHINY COLORS 7th UNITLIVE TOUR 円環 -Halo around- second quadrant      | 7月5日・6日        | 横浜BUNTAI                                  | 全公演出演：河野ひより、永井真里子、丸岡和佳奈、涼本あきほ、田中有紀、幸村恵理、北原沙弥香 6日のみ：白石晴香 | [ 55 ] |        |
| THE IDOLM@STER SHINY COLORS 7th UNITLIVE TOUR 円環 -Halo around- third quadrant       | 8月9日・10日       | Aichi Sky Expo ホールA                      | 黒木ほの香、前川涼子、芝崎典子、川口莉奈、小澤麗那、三川華月 | [ 56 ] |        |
| THE IDOLM@STER SHINY COLORS 7th UNITLIVE TOUR 円環 -Halo around- fourth quadrant      | 9月27日・28日      | 盛運輸アリーナ                              | 関根瞳、近藤玲奈、峯田茉優、和久井優、土屋李央、田嶌紗蘭、岡咲美保 | [ 57 ] |        |
| THE IDOLM@STER SHINY COLORS 7th LIVE TOUR 螺旋 -Halo around- “The origin on the axes” | 10月25日・26日     | Kアリーナ横浜                               | 全公演出演：関根瞳、近藤玲奈、峯田茉優、礒部花凜、菅沼千紗、八巻アンナ、希水しお、結名美月、河野ひより、永井真里子、丸岡和佳奈、涼本あきほ、黒木ほの香、前川涼子、芝崎典子、田中有紀、幸村恵理、北原沙弥香、和久井優、土屋李央、田嶌紗蘭、岡咲美保、紫月杏朱彩、山根綺、川口莉奈、三川華月、小澤麗那 26日のみ：白石晴香  | [ 58 ] |        |

### 合同ライブ・ゲスト出演
| タイトル                                                                      | 公演日         | 会場                                   | 出演者 | 出典          |        |
| 2019年                                                                        | 2019年         | 2019年                                 | 2019年 | 2019年        | 2019年 |
| ----------------------------------------------------------------------------- | -------------- | -------------------------------------- | --- | ------------- | ------ |
| 20th Anniversary ランティス祭り2019 A・R・I・G・A・T・O ANISONG               | 6月22日        | 幕張メッセ 国際展示場 9～11ホール      | 関根瞳、近藤玲奈、峯田茉優、礒部花凜、菅沼千紗、八巻アンナ、成海瑠奈、結名美月、河野ひより、白石晴香、永井真里子、丸岡和佳奈、涼本あきほ、黒木ほの香、前川涼子、芝崎典子 | [ 59 ]        |        |
| バンダイナムコエンターテインメントフェスティバル                              | 10月20日       | 東京ドーム                             | 関根瞳、近藤玲奈、峯田茉優、礒部花凜、菅沼千紗、八巻アンナ、成海瑠奈、結名美月、河野ひより、白石晴香、永井真里子、丸岡和佳奈、涼本あきほ、黒木ほの香、前川涼子、芝崎典子、田中有紀、幸村恵理、北原沙弥香 | [ 60 ]        |        |
| 2020年                                                                        |                |                                        | |               |        |
| TOKYO IDOL FESTIVAL オンライン                                                | 10月2日        | TIF LIVE STREAM                        | 礒部花凜、菅沼千紗、八巻アンナ、成海瑠奈、結名美月、田中有紀、幸村恵理、北原沙弥香 | [ 61 ]        |        |
| 2021年                                                                        |                |                                        | |               |        |
| Bilibili World 2021 上海×日本特設会場                                         | 7月11日        | Bilibili（オンライン配信）             | 関根瞳 | [ 62 ]        |        |
| 2022年                                                                        |                |                                        | |               |        |
| バンダイナムコエンターテインメントフェスティバル 2nd                          | 5月14日・15日  | ZOZOマリンスタジアム                   | 全公演出演：黒木ほの香、前川涼子 15日のみ：関根瞳、近藤玲奈、峯田茉優、礒部花凜、菅沼千紗、八巻アンナ、希水しお、結名美月、河野ひより、白石晴香、丸岡和佳奈、涼本あきほ、黒木ほの香、前川涼子、芝崎典子、田中有紀、幸村恵理、北原沙弥香、和久井優、土屋李央、田嶌紗蘭、岡咲美保、紫月杏朱彩、山根綺          | [ 63 ]        |        |
| 『xR ARTISTS SUPER FES 2022』xR Millennium LIVE@Earth                         | 7月3日         | ASOBISTAGE等（オンライン配信）         | 涼本あきほ、幸村恵理 | [ 64 ] [ 65 ] |        |
| TOKYO IDOL FESTIVAL 2022 HOT STAGE                                            | 8月6日         | Zepp DiverCity (TOKYO)                 | 田中有紀、北原沙弥香、紫月杏朱彩 | [ 66 ]        |        |
| THE IDOLM@STER ORCHESTRA CONCERT 〜SYMPHONY OF FIVE STARS!!!!!〜              | 11月12日       | 幕張メッセ イベントホール              | 大崎甘奈 | [ 67 ] [ 68 ] |        |
| 京Premium Live 2022                                                           | 12月10日       | ロームシアター京都 メインホール        | 黒木ほの香、前川涼子、芝崎典子 | [ 69 ]        |        |
| 2023年                                                                        |                |                                        | |               |        |
| リスアニ!LIVE 2023 SATURDAY STAGE                                             | 1月28日        | 日本武道館                             | 田中有紀、幸村恵理、北原沙弥香 | [ 70 ]        |        |
| THE IDOLM@STER M@STERS OF IDOL WORLD!!!!! 2023                                | 2月11日・12日  | 東京ドーム                             | 11日：河野ひより、白石晴香、永井真里子、丸岡和佳奈、涼本あきほ、田中有紀、幸村恵理、北原沙弥香、和久井優、土屋李央、田嶌紗蘭、岡咲美保 12日：関根瞳、峯田茉優、礒部花凜、菅沼千紗、八巻アンナ、希水しお、結名美月、黒木ほの香、前川涼子、芝崎典子、紫月杏朱彩、山根綺                                        | [ 71 ]        |        |
| 異次元フェス アイドルマスター★♥ラブライブ！歌合戦                             | 12月9日・10日  | 東京ドーム                             | 9日：礒部花凜、菅沼千紗、八巻アンナ、希水しお、結名美月、黒木ほの香、前川涼子、芝崎典子、和久井優、土屋李央、田嶌紗蘭、岡咲美保、紫月杏朱彩、山根綺 10日：関根瞳、近藤玲奈、峯田茉優、河野ひより、白石晴香、永井真里子、丸岡和佳奈、涼本あきほ、田中有紀、幸村恵理、北原沙弥香、川口莉奈、三川華月、小澤麗那 | [ 72 ]        |        |
| 2024年                                                                        |                |                                        | |               |        |
| リスアニ！LIVE 2024                                                           | 1月27日・28日  | 日本武道館                             | 27日：近藤玲奈、峯田茉優、川口莉奈、三川華月、小澤麗那 28日：河野ひより、白石晴香、永井真里子、丸岡和佳奈、涼本あきほ、田中有紀、幸村恵理、北原沙弥香 | [ 73 ]        |        |
| Animelo Summer Live2024 -Stargazer-                                           | 9月1日         | さいたまスーパーアリーナ               | 関根瞳、近藤玲奈、峯田茉優、黒木ほの香、前川涼子、芝崎典子、和久井優、土屋李央、田嶌紗蘭、岡咲美保 | [ 74 ]        |        |
| THE IDOLM@STER M@STER EXPO LIVE SHOWCASE                                      | 12月14日・15日 | 幕張メッセ 国際展示場 ホール3          | 大崎甘奈、桑山千雪、大崎甜花、浅倉透、樋口円香、福丸小糸、市川雛菜 | [ 75 ]        |        |
| 2025年                                                                        |                |                                        | |               |        |
| リスアニ！LIVE 2025                                                           | 1月25日・26日  | 日本武道館                             | 25日：黒木ほの香、前川涼子、芝崎典子 26日：田中有紀、幸村恵理、北原沙弥香 サプライズゲスト：河野ひより | [ 76 ]        |        |
| BILIBILI MACRO LINK 2025                                                      | 7月11日        | 上海国家会展中心・虹館EH（中国上海市） | 黒木ほの香、前川涼子、芝崎典子、和久井優、田嶌紗蘭 | [ 77 ]        |        |
| THE IDOLM@STER 20th anniversary ORCHESTRA CONCERT SYMPHONY OF BRILLIANT STARS | 7月21日        | パシフィコ横浜 国立大ホール            | 浅倉透（夜公演のみ） | [ 78 ] [ 79 ] |        |
| KIMCHIKURA Fes VOL.4                                                          | 8月23日        | YES24 LIVE HALL（韓国ソウル）          | 紫月杏朱彩、山根綺、川口莉奈、小澤麗那、三川華月 | [ 80 ] [ 81 ] |        |
| ナガノアニエラフェスタ2025                                                    | 9月14日        | 駒場公園                               | 礒部花凜、菅沼千紗、八巻アンナ、希水しお、結名美月、川口莉奈、小澤麗那、三川華月 | [ 82 ]        |        |
| THE IDOLM@STER M@STERS OF IDOL WORLD 2025                                     | 12月12日・13日 | 京セラドーム大阪                       | 12日：礒部花凜、菅沼千紗、八巻アンナ、希水しお、結名美月、黒木ほの香、前川涼子、芝崎典子、紫月杏朱彩、山根 綺、川口莉奈、三川華月、小澤麗那 13日：関根瞳、近藤 玲奈、峯田茉優、河野ひより、永井真里子、丸岡和佳奈、涼本あきほ、田中有紀、幸村恵理、北原沙弥香、和久井優、土屋李央、田嶌紗蘭、岡咲美保        | [ 83 ] [ 84 ] |        |

## ラジオ

### アイドルマスター シャイニーカラーズ はばたきラジオステーション
『アイドルマスター シャイニーカラーズ はばたきラジオステーション』は、バンダイナムコエンターテインメントが運営するASOBI CHANNEL（2023年7月まではアソビストア）にて配信されているインターネットラジオ番組。
初回放送のみ2018年6月14日木曜日に配信され、以降は毎週火曜日21時に配信され、2019年4月2日より毎週火曜日18時、2024年7月9日より毎週火曜日22時に配信されている。
2024年7月より番組内容の大型リニューアルを実施。第291回（同年7月9日配信）よりパーソナリティが週替わりからマンスリーに変更された。なお、同年5月7日から7月2日まではレギュラーとしての配信は休止。
基本的には収録かつ音声のみだが、不定期で動画付き配信を行うことがあり、この場合はenzaにて上映会として配信することもある。また、不定期で生配信を行うことがあり、この場合は別時間帯にて配信される場合もある。
アソビストアプレミアム会員向けにおまけコーナー「休憩室」とアーカイブが配信される。
パーソナリティ
パーソナリティはゲーム内に登場するユニットが週替わり→マンスリーで担当する。
イルミネーションスターズ（第1回 - ）
- 関根瞳（櫻木真乃 役）
- 近藤玲奈（風野灯織 役）
- 峯田茉優（八宮めぐる 役）

アンティーカ（第2回 - ）
- 礒部花凜（月岡恋鐘 役）
- 菅沼千紗（田中摩美々 役）
- 八巻アンナ（白瀬咲耶 役）
- 成海瑠奈（三峰結華〈初代〉 役） - 第154回まで
- 希水しお（三峰結華〈2代目〉 役） - 第191回から
- 結名美月（幽谷霧子 役）

アルストロメリア（第3回 - ）
- 黒木ほの香（大崎甘奈 役）
- 前川涼子（大崎甜花 役）
- 芝崎典子（桑山千雪 役）

放課後クライマックスガールズ（第4回 - ）
- 河野ひより（小宮果穂 役）
- 白石晴香（園田智代子 役）
- 永井真里子（西城樹里 役）
- 丸岡和佳奈（杜野凛世 役）
- 涼本あきほ（有栖川夏葉 役）

ストレイライト（第38回 - ）
- 田中有紀（芹沢あさひ 役）
- 幸村恵理（黛冬優子 役）
- 北原沙弥香（和泉愛依 役）

ノクチル（第94回 - ）
- 和久井優（浅倉透 役）
- 土屋李央（樋口円香 役）
- 田嶌紗蘭（福丸小糸 役）
- 岡咲美保（市川雛菜 役）

シーズ（第138回 - ）
- 紫月杏朱彩（七草にちか 役）
- 山根綺（緋田美琴 役）

コメティック（第268回 - ）
- 川口莉奈（斑鳩ルカ 役）
- 三川華月（鈴木羽那 役）
- 小澤麗那（郁田はるき 役）

### アイドルマスター シャイニーカラーズのTHE CATCH
『アイドルマスター シャイニーカラーズのTHE CATCH』（アイドルマスター シャイニーカラーズのザ キャッチ）は、2023年11月3日から12月29日まで超!A&G+の「A&G ARTIST ZONE THE CATCH」にて配信されたインターネットラジオ番組。第7回（2023年12月15日配信回）以外は生配信。
パーソナリティ
パーソナリティはゲーム内に登場するアイドルのキャストが週替わりで担当した。また、進行を鷲崎健が担当した。
第1回（いずれも「コメティック」）
- 川口莉奈（斑鳩ルカ 役）
- 三川華月（鈴木羽那 役）
- 小澤麗那（郁田はるき 役）

第2回
- 丸岡和佳奈（杜野凛世 役）
- 幸村恵理（黛 冬優子 役）
- 紫月杏朱彩（七草にちか 役）

第3回
- 峯田茉優（八宮めぐる 役）
- 希水しお（三峰結華 役）

第4回
- 河野ひより（小宮果穂 役）
- 北原沙弥香（和泉愛依 役）

第5回
- 八巻アンナ（白瀬咲耶 役）
- 黒木ほの香（大崎甘奈 役）
- 川口莉奈（斑鳩ルカ 役）

第6回
- 峯田茉優（八宮めぐる 役）
- 前川涼子（大崎甜花 役）
- 和久井優（浅倉透 役）
- 田嶌紗蘭（福丸小糸 役）

第7回（いずれも「アルストロメリア」）
- 結名美月（幽谷霧子 役）
- 芝崎典子（桑山千雪 役）
- 池田ななこ（アニメ『アイドルマスター シャイニーカラーズ』プロデューサー）

第8回
- 希水しお（三峰結華 役）
- 結名美月（幽谷霧子 役）
- 涼本あきほ（有栖川夏葉 役）

第9回
- 菅沼千紗（田中摩美々 役）
- 芝崎典子（桑山千雪 役）

## 漫画
アイドルマスター シャイニーカラーズ シャニマスえぶりでい！
公式Twitterで更新される4コマ漫画。作者はギミー。公式ホームページやゲーム内から読むこともでき、後者限定で公開される漫画もある。タイトルは単行本化時に付けられた。
上記の「はばたきラジオステーション」では2020年4月より、この4コマ漫画の朗読劇コーナーが開始されている。
1. 2021年4月26日発売、ISBN 978-4-04-111349-3
2. 2022年3月25日発売、ISBN 978-4-04-112089-7
3. 2022年12月26日発売、ISBN 978-4-04-113075-9
4. 2024年3月25日発売、ISBN 978-4-04-114905-8

アイドルマスター シャイニーカラーズ
2019年7月23日から2022年8月26日までウェブコミック配信サイト『コミックNewtype』（KADOKAWA）にて連載。作画はしのざきあきら。
1stライブ1日目に発表された。イルミネーションスターズの3人をメインに据えている。
特装版に同梱されるCDには録り下ろしのボイスドラマが収録されている。
1. 2020年3月10日発売、ISBN 978-4-04-107999-7 / ISBN 978-4-04-108927-9（CD付き特装版）
2. 2020年10月10日発売、ISBN 978-4-04-109806-6 / ISBN 978-4-04-109808-0（CD付き特装版）
3. 2021年4月26日発売、ISBN 978-4-04-111090-4 / ISBN 978-4-04-111091-1（CD付き特装版）
4. 2022年3月25日発売、ISBN 978-4-04-112087-3 / ISBN 978-4-04-112088-0（CD付き特装版）
5. 2022年12月26日発売、ISBN 978-4-04-113073-5 / ISBN 978-4-04-113074-2（CD付き特装版）

アイドルマスター シャイニーカラーズ コヒーレントライト
2023年9月26日よりウェブコミック配信サイト『コミックNewtype』にて連載開始。作画は緒原博綺。ストレイライトの3人をメインに据えている。
特装版に同梱されるCDには録り下ろしのボイスドラマが収録されている。
1. 2024年3月26日発売、ISBN 978-4-04-114900-3 / ISBN 978-4-04-114901-0（CD付き特装版）
2. 2024年10月4日発売、ISBN 978-4-04-115493-9 / ISBN 978-4-04-115494-6（CD付き特装版）
3. 2025年3月25日発売、ISBN 978-4-04-116037-4 / ISBN 978-4-04-116038-1（CD付き特装版）

アイドルマスター シャイニーカラーズ 事務的光空記録（じむてきシャイノグラフィ）
2023年10月21日よりウェブコミック配信サイト『サンデーうぇぶり』（小学館）にて連載開始。作画は夜出偶太郎。主人公は七草はづき。
1. 2024年4月10日発売、ISBN 978-4-09-853229-2 / ISBN 978-4-09-943156-3（CD付き特装版）
2. 2024年10月3日発売、ISBN 978-4-09-853622-1 / ISBN 978-4-09-943171-6（CD付き特装版）
3. 2025年4月11日発売、ISBN 978-4-09-943199-0（CD付き特装版）

## テレビアニメ
2023年3月19日に開催された「THE IDOLM@STER SHINY COLORS 5thLIVE If I_wings.」2日目公演にてテレビアニメ化が発表された。2024年4月から6月まで放送された。テレビ放送に先駆けて2023年10月27日より全国の映画館にて全話先行上映も実施された。
2024年3月3日に開催された「THE IDOLM@STER SHINY COLORS 6thLIVE TOUR Come and Unite! Brilliant Blooms」2日目公演にて、2ndシーズンとして『アイドルマスター シャイニーカラーズ 2nd season』が発表された。2024年10月から放送中。また、同じくテレビ放送に先駆けて2024年7月5日より全国の映画館にて全話先行上映も実施された。

## コラボレーション
【推しの子】
2023年7月10日から開催。『【推しの子】』から苺プロダクションに所属するアイドルグループ「B小町」のルビー（声 - 伊駒ゆりえ）・有馬かな（声 - 潘めぐみ）・MEMちょ（声 - 大久保瑠美）がそれぞれ登場する。「コラボシナリオイベント」とプロデュースシナリオ『W.I.N.G.』編の2つがある。
「コラボシナリオイベント」では、B小町とストレイライトが対決する模様が描かれる。プロデュースシナリオ『W.I.N.G.』編では、ルビーと有馬かなをプロデュースすることができる。
2024年8月にはコラボイベント第2弾が開催。MEMちょが新たに育成アイドルとして追加されたほか、ルビーの新しいサポートカードが追加された。ルビーの新カードには幼少期のルビーとアイ（声 - 高橋李依）が登場するコミュが実装されている。
新しいコラボイベントでは放課後クライマックスガールズとB小町、黒川あかね（声 - 石見舞菜香）が共演する。

## テレビCM
ゲーム映像バージョン
2018年7月31日より放映開始。
「Sポーズ篇」 / 「宣言篇」
2019年3月28日より放映開始。ミュージシャンのYOSHIKIが出演。
2周年CM「bloom for you」
2020年4月2日より放映開始。2020年4月1日よりYouTube上で完全版を公開中。CM用のオリジナルキャラクターを据えた実写ドラマ形式となっている。
出演
- みなみ - 栗林藍希
- さくら - 大石颯夏
- ゆい - 平澤由理
- プロデューサー - 秦野浩孝
- 取引先 - 佐々木悠紀
- 社長 - 西谷教生
- クロスノエシス

スタッフ
- 脚本・監督 - いしいかつあき
- スーパーバイザー - 高山祐介
- 企画・製作・配信 - バンダイナムコエンターテインメント

運命の最大250連ガシャ無料TVCM
2020年12月2日より放映開始。2020年11月30日から12月24日までのガシャ最大250連無料の告知となっている。
3周年CM
2021年4月1日より放映開始。俳優の香川照之が出演。

## 反響
開発元には本作のイラストやシナリオに対する評価が寄せられており、プレイヤーによる口コミも広まっている。
制作プロデューサーである高山は電撃オンラインとのインタビューの中で、「実は、最初は16人のアイドルたちが受け入れられるか、好きになってもらえるか、少しだけ心配をしていました。ですが、その心配を吹き飛ばしてくれるくらい愛していただけているところを見て、安心しましたし、非常にうれしかったです。」と振り返っている。また、高山は、追加アイドルである「ストレイライト」の黛冬優子のマスクに関するアニメーションがSNS上で話題になったことは予想外だったと2019年のGamerとのインタビューの中で振り返っている。